# 루나 슈바이거
루나 마리 슈바이거(독일어: Luna Marie Schweiger, 1997년 1월 11일~)는 독일의 배우이다.

## 개인사
아버지 틸 슈바이거 또한 배우이며 여동생인 릴리 슈바이거와 에마 슈바이거 또한 배우로 활동하고 있다.

## 출연 작품

### 영화
- 미션 이스탄불5: 더 파이널 (2016년)
- 미션 이스탄불4: 익스트림 데이 (2016년)
- 미션 이스탄불 (2016년) - 레니 역
- 미션 이스탄불3: 더 리벤지 (2014년) - 레니 칠러 역
- 미션 이스탄불2: 웰컴 투 함부르크 (2013년)
- 가디언스 (2012년)
- 환상통 (2009년)
- 귀 없는 토끼 (2007년)